# 乾隆帝皇五女
乾隆帝皇五女（1753年7月23日—1755年6月1日），清高宗弘历的第五女。

## 生平
乾隆十八年（1753年）六月廿三日出生，继皇后辉发那拉氏是她的生母。永璂是她的同母兄，永璟是她的同母弟。
乾隆二十年（1755年）四月廿二日殇逝，年仅二岁。乾隆帝之後，也無追封。